# Haji Firuz

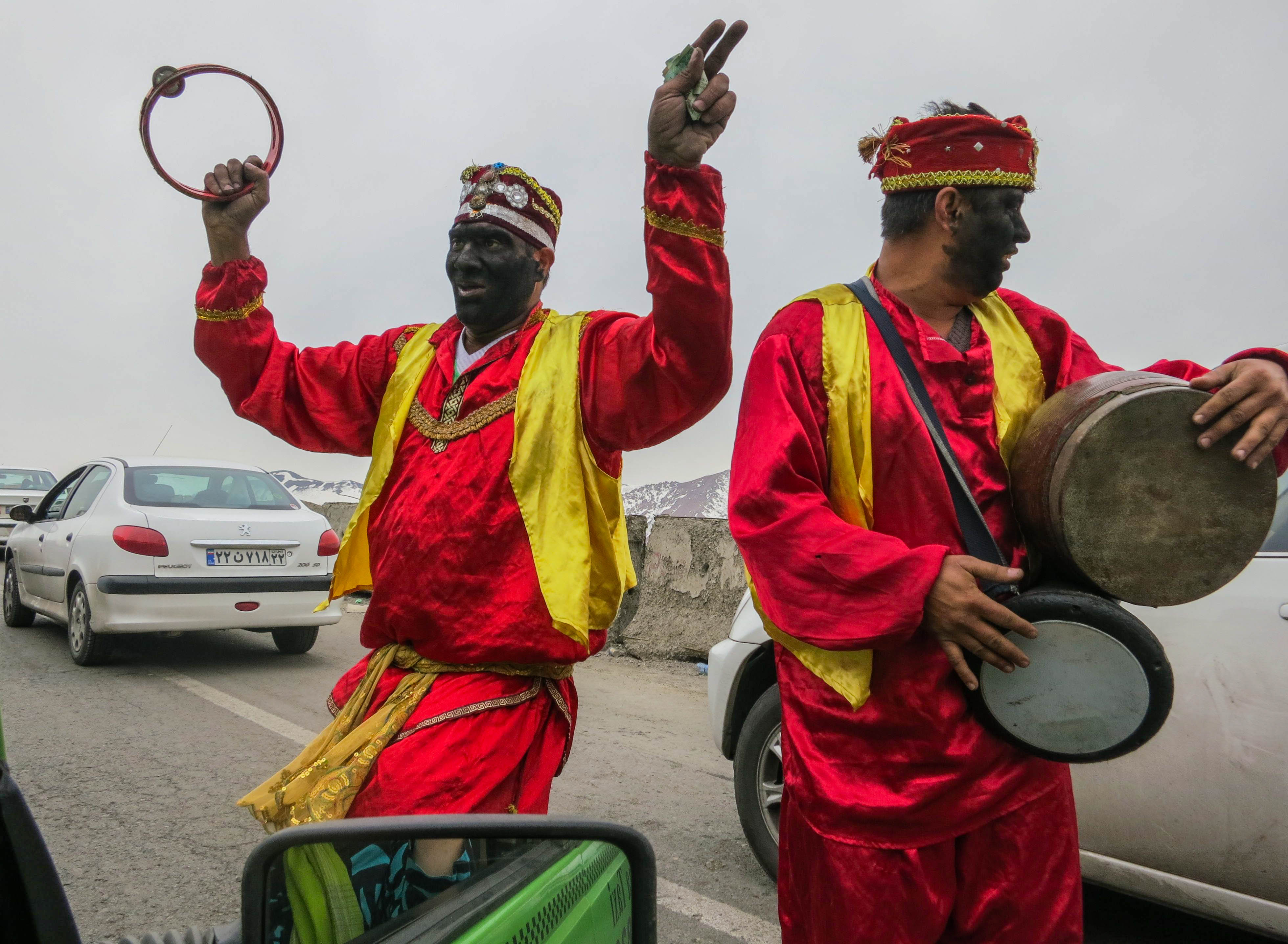
Haji Firuz nella strada di Chalous

Haji firuz (Persiano: حاجی فیروز  - Hāji Firuz ) o Khwaja Piruz (خواجه پیروز – Xwāje Piruz), è un personaggio fittizio del Folclore iraniano. Accompagnato quasi sempre da Amu Nowruz, Haji Firuz appare nelle strade qualche giorno prima dell’inizio del Nowruz, per dare la buona notizia dell’arrivo di un nuovo anno. Il suo volto è coperto di fuliggine ed è vestito con abiti rossi, un cappello di feltro e scarpe appuntite di Giveh. Attraversa le strade della città mentre balla, canta e suona un tamburello.

## Etimologia
L'origine e il significato del termine Haji Firuz sono incerti. È molto probabile che si tratti di un termine usato dopo la conquista araba dell'Iran, così come molte altre parole iraniane che sono state trasformate dalla lingua araba. 
Haji (حاجى), ha un significato non correlato a quello della parola Haji (scritto sempre حاجى , un titolo dato a una persona musulmana che ha completato il pellegrinaggio alla Mecca); è un appellativo molto simile a quello della parola “signore”, utilizzato in italiano per chiamare una persona senza che quest’ultima sia necessariamente un nobile. Firuz è la versione arabizzata della parola persiana piruz, che significa "vincitore". 
Khwaja Piruz è l'altra versione del nome, composta dalla parola khwaja, che indica un titolo iraniano simile al corrispettivo "padrone" italiano e dalla parola Piruz, non arabizzata, che significa “vincitore”. 

## Storia
Nelle canzoni tradizionali, Haji Firuz è rappresentato come un servo, il cui intento è quello di rallegrare le persone, alle quali si rivolge chiamandole “suoi signori” in segno di riverenza. Una parte della popolazione, tuttavia, attribuisce a questo personaggio un significato razzista a causa del colore del suo volto e del suo comportamento servizievole. Per questo motivo, a volte, metà del suo viso viene dipinta di bianco, proprio per evitare le critiche. 
Secondo alcune fonti, Haji Firuz discende da una tradizione di nome Mir Nowruzi. Mir Nowruz era una figura comica scelta per governare il comune durante "gli ultimi cinque giorni dell'anno" (Panje). Il temporaneo "re di cinque giorni" (Šāh e Panj Ruze) spesso sfilava per la città con un gruppo di cantanti e ballerini, per celebrare Nowruz.
Mehrdad Bahar sostiene che la figura di Haji Firuz deriva dalle cerimonie e dalle leggende legate all'epopea del principe Siavash, le quali, a loro volta, derivano da quelle associate alla divinità mesopotamica dell'agricoltura e del gregge, Tammuz (sumum Dumuzi). Bahar, inoltre, afferma che il volto annerito di Haji Firuz simboleggia il suo ritorno dal mondo dei morti, i suoi vestiti rossi rappresentano il segno del sangue di Siavash e della vita della divinità sacrificata, mentre la sua giovialità indica la gioia della rinascita, tipica di coloro che portano con sé ringiovanimento e benedizione. Egli ipotizza anche che la parola Siavash potrebbe significare "come nero" o "uomo nero", suggerendo che il termine nero nel nome possa essere un riferimento al nero dei volti dei partecipanti, utilizzato nelle suddette cerimonie mesopotamiche, o perfino alle maschere nere che indossavano nelle festività.  
Altri, invece, ritengono che la figura di Hāji Firuz sia la continuazione della tradizione del nuovo anno del periodo sasanide, durante la quale gli schiavi neri, indossando abiti variopinti e un gran trucco, intrattenevano il pubblico con il canto e la danza (Rażi, p\44) . Ja'far Šahri, al contrario, considera Hāji Firuz una figura più recente, che non ha alcuna relazione con le antiche cerimonie religiose, bensì legata agli schiavi neri, che diventarono un gruppo di intrattenitori. Egli afferma, inoltre, che il colore rosso degli abiti di Hāji Firuz rappresenta la felicità, mentre il nome Firuz (lit. "vittorioso"), veniva attribuito agli schiavi neri in segno di buona fortuna. (Šahri, IV pp. 111-14)  

## Canzone tipica
Hāji Firouz E!
Hāji firuz e, sāl-i ye ruz e "questo è Haji Firuz, c’è solo una volta all’anno"
Hame midunan, man am midunam "Tutti lo sanno, lo so anche io"
Eyd e Nowruz e, sāl-i ye ruz e "Questo è la festa di Nowruz, C’è solo una volta all’anno" 
La canzone seguente viene solitamente cantata, secondo la tradizione, con un tono divertente:  
Arbāb e Xod am
Arbāb e xod am, sāmmuli baleykom "Saluti,  mio signore"
Arbāb e xod am, sar et-o bālā kon "Alza la testa, mio signore"
Arbāb e xod am, lotf-i be mā kon "Fammi un favore, mio signore"
Arbāb e xod am, be man nigā kon "Guardami, mio signore"
Arbāb e xod am, boz-boz e qandi  "la capra candita, mio signore"
Arbāb e xod am, čerā nemi-xandi? "Perché non sorridi?  mio signore"[5]
Beškan Beškan
Beškan beškan e, beškan! "schiocco schiocco, schiocca!"
Man nemi-škanam, beškan! "Io non schiocco, Schiocca!"
Injā beškanam, yār gele dāre "Se lo faccio qui , Lui si lamenta ! "
Unjā beškanam, yār gele dāre "Se lo faccio lì, Lei si lamenta! "
In siāh e bičāre če qad howsele dāre! "Quanto è paziente questo povero nero! "